# ジャロン・エニス
ジャロン・エニス（Jaron Ennis、1997年6月26日 - ）は、アメリカ合衆国のプロボクサー。ペンシルベニア州フィラデルフィア出身。元WBAスーパー・IBF世界ウェルター級統一王者。

## 来歴

### アマチュア時代
2014年5月、ナショナル・ゴールデン・グローブにライトウェルター級(64kg)で出場し、決勝でゲイリー・アントゥアン・ラッセルに敗退した。
2015年5月、ナショナル・ゴールデン・グローブにライトウェルター級(64kg)で出場し、優勝した。同年12月、オリンピック選考会にライトウェルター級(64kg)で出場し、決勝でゲイリー・アントゥアン・ラッセルに2度敗れてオリンピック出場権獲得に失敗した。

### プロ時代
2016年4月30日、プロデビュー戦を行い1回42秒KO勝ち。白星デビューを飾った。
2022年5月14日、カリフォルニア州カーソンのディグニティ・ヘルス・スポーツ・パークにてジャーメル・チャーロ対ブライアン・カルロス・カスターノの前座のIBF世界ウェルター級挑戦者決定戦でIBF世界同級6位のカスティオ・クレイトンと対戦し、2回KO勝ちを収めIBF世界同級王者のエロール・スペンス・ジュニアへの挑戦権を獲得した。
2023年1月7日、ワシントンD.C.のキャピタル・ワン・アリーナにてジャーボンテイ・デービス対エクトール・ルイス・ガルシアの前座で、IBF世界ウェルター級4位のカレン・チュカジャンとIBF世界ウェルター級暫定王座決定戦を行い、12回3-0（120-108×3）の判定勝ちを収め王座獲得に成功した。
2023年7月8日、ニュージャージー州アトランティックシティのボルガタ・ホテル・カジノ・アンド・スパにてIBF世界ウェルター級2位のロイマン・ビジャと対戦し、10回1分27秒KO勝ちを収め初防衛に成功した。
IBFは正規王者テレンス・クロフォードに暫定王者エニスとの団体内王座統一戦を行うよう指令していたが、前王者のエロール・スペンス・ジュニアがクロフォードとの再戦条項を行使しクロフォードがIBFの指令に応じなかったため、IBFは2023年11月9日付でクロフォードの王座を剥奪しエニスを正規王者に昇格させた。
2024年1月、エニスの長年のマネージャーであり、その後プロモーターであったキャメロン・ダンキンが死去。
2024年2月、エニスはキャメロン・ダンキンが主宰していたナウ・ボクシング・プロモーションズを契約違反で提訴した。
2024年3月、エニスはナウ・ボクシング・プロモーションズと和解して、フリーエージェントとなった。
2024年4月、マッチルーム・スポーツと契約を結んだ。エニスはプレミア・ボクシング・チャンピオンズの興行を主戦場としていたが、プレミア・ボクシング・チャンピオンズ及びTGBプロモーションとは契約を結んでおらず、2023年12月末でボクシング中継から撤退したShowtimeと直接契約を結んでいた。
2024年6月4日、2024年7月13日にペンシルベニア州フィラデルフィアで行われる予定だったIBF世界ウェルター級3位のコーディ・クロウリーとのIBF世界同級タイトルマッチについてクロウリーが試合前の視力検査で不合格となったため欠場、新たな挑戦者を模索することとなり、7日後の2024年6月11日にダビッド・アバネシヤンが代役出場することとなった。
2024年7月13日、ペンシルベニア州フィラデルフィアのウェルズ・ファーゴ・センターで元WBA世界同級レギュラー王者でIBF世界同級14位のダビッド・アバネシヤンと対戦し、5回中にアバネシヤンからダウンを奪い、5回終了時にアバネシヤンが棄権したためTKO勝ちを収め2度目の防衛に成功した。
WBO世界ウェルター級王者のブライアン・ノーマン・ジュニアとIBF・WBO世界同級王座統一戦を行う交渉が進められていたが金銭面で合意できず交渉が決裂した。
2024年9月3日、IBF本部でエニスとIBF世界ウェルター級1位の指名挑戦者カレン・チュカジャンの間で行われるIBF世界同級タイトルマッチの入札が行われ、エニス擁するマッチルーム・ボクシングが156万6666ドル（約2億2790万円）で入札したのに対し、チュカジャン擁するP2M-BOXプロモーションは200万53.10ドル（約2億9100万円）で入札し興行権の落札を許した。ファイトマネーは王者のエニスが落札額の65％にあたる130万34.52ドル（約1億8917万円）、挑戦者のチュカジャンが35％にあたる70万18.58ドル（約1億180万円）を受け取ることになった。
2024年11月9日、ペンシルベニア州フィラデルフィアのウェルズ・ファーゴ・センターでカレン・チュカジャンと1年10ヶ月ぶりに再戦し、12回3-0（119-107、117-109、116-110）の判定勝ちを収め3度目の防衛に成功した。
2025年4月12日、ニュージャージー州アトランティックシティのジム・ウィーラン・ボードウォーク・ホールでWBA世界ウェルター級王者のエイマンタス・スタニオニスとWBA・IBF世界同級王座統一戦を行い、6回終了時にスタニオニス陣営が棄権を申し入れたためTKO勝ちを収め王座統一とリングマガジン王座獲得に成功、その10日後の同年4月22日にWBAはエニスを正規王座からスーパー王座に昇格させた。また、WBAはエニスに指名挑戦者のシャハラン・ギヤソフと120日以内に対戦することを指令し、さらにその勝者が同年5月2日に行われるエニスのスーパー王座昇格に伴うWBA世界同級レギュラー王座決定戦のライアン・ガルシア対ロランド・ロメロの勝者と団体内王座統一戦を行うことを義務付けた。しかし、同年7月7日にエニスがスーパーウェルター級に転向するため同日付でIBF世界ウェルター級王座を返上し、1ヶ月後の同年8月1日にはWBA世界ウェルター級スーパー王座も返上し、同年5月2日にガルシアに勝利しWBA団体内王座統一戦でエニスと対戦する予定だったレギュラー王者のロメロは同日付で正規王者に昇格した。

## 戦績
- アマチュアボクシング：61戦 58勝 3敗[18]
- プロボクシング：35戦 34勝 (30KO) 無敗 1無効試合

| 戦           | 日付           | 勝敗 | 時間     | 内容    | 対戦相手                     | 国籍             | 備考                                                                                           |
| ------------ | -------------- | ---- | -------- | ------- | ---------------------------- | ---------------- | ---------------------------------------------------------------------------------------------- |
| 1            | 2016年4月30日  | ☆    | 1R 0:42  | KO      | コーリー・マルドリュー       | アメリカ合衆国   | プロデビュー戦                                                                                 |
| 2            | 2016年5月14日  | ☆    | 1R 0:23  | TKO     | ルイス・ラモス               | プエルトリコ     |                                                                                                |
| 3            | 2016年6月11日  | ☆    | 1R 0:20  | KO      | デショーン・デボース         | アメリカ合衆国   |                                                                                                |
| 4            | 2016年7月9日   | ☆    | 4R 1:38  | TKO     | タヴォルス・ティーグ         | アメリカ合衆国   |                                                                                                |
| 5            | 2016年8月6日   | ☆    | 2R 2:52  | KO      | マット・マーフィ             | アメリカ合衆国   |                                                                                                |
| 6            | 2016年9月15日  | ☆    | 4R       | 判定3-0 | エディ・ディアス             | アメリカ合衆国   |                                                                                                |
| 7            | 2016年11月11日 | ☆    | 4R 終了  | TKO     | クリス・アレクサンダー       | アメリカ合衆国   |                                                                                                |
| 8            | 2016年12月16日 | ☆    | 6R 0:55  | TKO     | マーカス・ベックフォード     | アメリカ合衆国   |                                                                                                |
| 9            | 2017年1月28日  | ☆    | 1R 0:35  | KO      | エルヴィン・ペレス           | ニカラグア       |                                                                                                |
| 10           | 2017年3月31日  | ☆    | 6R       | 判定3-0 | ジェームズ・ウィンチェスター | アメリカ合衆国   |                                                                                                |
| 11           | 2017年5月13日  | ☆    | 4R 1:57  | TKO     | エドゥアルド・フローレス     | エクアドル       |                                                                                                |
| 12           | 2017年6月2日   | ☆    | 1R 1:23  | KO      | ウィルフレッド・アクーニャ   | ニカラグア       |                                                                                                |
| 13           | 2017年6月22日  | ☆    | 3R 終了  | TKO     | ロバート・ヒル               | アメリカ合衆国   |                                                                                                |
| 14           | 2017年8月12日  | ☆    | 1R 0:40  | KO      | リカルド・カノ               | メキシコ         |                                                                                                |
| 15           | 2017年9月23日  | ☆    | 1R 2:43  | KO      | リオネル・ヒメネス           | アメリカ合衆国   |                                                                                                |
| 16           | 2017年10月14日 | ☆    | 1R 1:37  | TKO     | アイ・ブルース               | ガーナ           |                                                                                                |
| 17           | 2017年12月1日  | ☆    | 2R 1:09  | KO      | ジョージ・ソーサ             | アメリカ合衆国   |                                                                                                |
| 18           | 2018年1月26日  | ☆    | 4R 2:14  | TKO     | グスタボ・ガリベイ           | メキシコ         |                                                                                                |
| 19           | 2018年4月14日  | ☆    | 1R       | TKO     | サミュエル・アモアコ         | ガーナ           |                                                                                                |
| 20           | 2018年6月1日   | ☆    | 2R 2:59  | TKO     | マイク・アルナウティス       | ギリシャ         |                                                                                                |
| 21           | 2018年7月20日  | ☆    | 3R 2:59  | TKO     | アルマンド・アルバレス       | アメリカ合衆国   | WBCアメリカ大陸ウェルター級シルバー王座決定戦                                                  |
| 22           | 2018年11月16日 | ☆    | 2R 1:12  | KO      | レイモンド・セラーノ         | アメリカ合衆国   |                                                                                                |
| 23           | 2019年8月23日  | ☆    | 1R 終了  | TKO     | フランクリン・ママニ         | ボリビア         |                                                                                                |
| 24           | 2019年10月5日  | ☆    | 3R 2:10  | TKO     | デミアン・フェルナンデス     | アルゼンチン     |                                                                                                |
| 25           | 2020年1月10日  | ☆    | 4R 0:34  | TKO     | バフティヤル・エユボフ       | カザフスタン     |                                                                                                |
| 26           | 2020年9月19日  | ☆    | 6R 1:06  | TKO     | ファン・カルロス・アブレウ   | ドミニカ共和国   |                                                                                                |
| 27           | 2020年12月19日 | –    | 1R 終了  | NC      | クリス・ヴァン・ヘーデン     | 南アフリカ共和国 | IBO世界ウェルター級王座決定戦                                                                  |
| 28           | 2021年4月10日  | ☆    | 6R 2:11  | KO      | セルゲイ・リピネッツ         | ロシア           |                                                                                                |
| 29           | 2021年10月30日 | ☆    | 1R 1:49  | KO      | トーマス・ドゥローメ         | プエルトリコ     |                                                                                                |
| 30           | 2022年5月14日  | ☆    | 2R 2:49  | KO      | カスティオ・クレイトン       | カナダ           |                                                                                                |
| 31           | 2023年1月7日   | ☆    | 12R      | 判定3-0 | カレン・チュカジャン         | ウクライナ       | IBF世界ウェルター級暫定王座決定戦                                                              |
| 32           | 2023年7月8日   | ☆    | 10R 1:27 | KO      | ロイマン・ビジャ             | コロンビア       | IBF暫定防衛1→正規王座に認定                                                                    |
| 33           | 2024年7月13日  | ☆    | 5R 終了  | TKO     | ダビッド・アバネシヤン       | ロシア           | IBF防衛2                                                                                       |
| 34           | 2024年11月9日  | ☆    | 12R      | 判定3-0 | カレン・チュカジャン         | ウクライナ       | IBF防衛3                                                                                       |
| 35           | 2025年4月12日  | ☆    | 6R 終了  | TKO     | エイマンタス・スタニオニス   | リトアニア       | WBA・IBF世界ウェルター級王座統一戦 IBF防衛4 WBA獲得→スーパー王座に認定・リングマガジン王座獲得 |
| 36           | 2025年10月11日 |      |          |         | ウイスマ・リマ               | アンゴラ         | WBA世界スーパーウェルター級挑戦者決定戦 試合前                                                 |
| テンプレート |                |      |          |         |                              |                  |                                                                                                |

## 獲得タイトル
- WBCアメリカ大陸ウェルター級シルバー王座
- IBF世界ウェルター級暫定王座（防衛1=正規王座に認定）
- IBF世界ウェルター級王座（防衛3=返上）
- WBA世界ウェルター級王座（防衛0=スーパー王座に認定）
- WBA世界ウェルター級スーパー王座（防衛0=返上）
- リングマガジン世界ウェルター級王座